# 松前氏廣
松前氏廣（日语：〔〕／ Matsumae Ujihiro，1622年—1648年10月11日），日本江戶時代初期的旗本（交代寄合家格），松前藩第3代藩主。
松前氏廣是第2代藩主松前公廣的次子。1626年（寬永3年）兄長兼廣去世，他被立為繼承人。1641年（寬永18年）公廣去世後繼任家督。1643年，松前藩爆發阿伊努人反對日本人統治的免奈宇計之戰。此時氏廣年幼，在親族蠣崎利廣等人的協助下鎮壓了叛亂。1648年（慶安元年）在江戶藩邸去世，時年27歲。長子高廣繼位。